# Cirripectes filamentosus
Cirripectes filamentosus és una espècie de peix de la família dels blènnids i de l'ordre dels perciformes.

## Morfologia
- Els mascles poden assolir 9 cm de longitud total.[2][3]

## Reproducció
És ovípar.

## Hàbitat
És un peix marí de clima tropical i associat als esculls de corall que viu entre 0-20 m de fondària.

## Distribució geogràfica
Es troba des del nord de Madagascar fins al sud del Mar Roig i el Golf Pèrsic, i des del Mar d'Andaman fins a Austràlia Occidental, Salomó i Taiwan.